# ラムセス6世
ラムセス6世（Ramesses VI, ? - 紀元前1133年）、エジプト第20王朝のファラオ（王）（在位：紀元前1141年 - 紀元前1133年）。ネブマートラー=メリアメン・ラムセス6世。

## 概要
経歴は、特筆されるものはないが、王朝史として俯瞰すると衰退期に当たる。彼は新王国時代のファラオとしてはシナイ半島でその名前の彫られた遺物が見つかっている最後の王で、彼の時代にエジプトはナイルデルタ以東の領土を全て喪失したと考えられる。

### 王家の谷の墳墓
ツタンカーメンの隣に位置する第9号墓（KV9）。甥で先王であるラムセス5世の墓を拡張して造られていることが、先代の王の名を書き換えた跡から確認されている。墓を流用した経緯は謎である。しかし、ラムセス5世の葬儀と埋葬がラムセス6世の即位2年目に行われたとする記録があり、このことからラムセス6世がクーデターによって先代の王から王位を簒奪し、用意されていた王墓をも奪ったとする説もある。
墓は、通路から広間にかけて神々と王の姿などが「洞窟の書」などとして描かれ、美術的価値の高さから非常に人気の高い墳墓となっている。しかし、国力が衰えつつある時代に見合わぬ華美な装飾の施されたこの墓は、一部の研究者はラムセス6世が政治を顧みずに自身の墓の装飾に精力を注いだ暗君だった証拠と捉えている。

## ミイラについて
ラムセス6世のミイラは王家の谷、KV35の中で発見された。元々はKV9号墓に埋葬されていたと考えられているミイラの保存状態は非常に悪く、頭蓋から下顎が、胴体から頭蓋が外れており、人の形と判別できるかどうかといった状態であった。これはKV35に運び込まれる以前に、墓泥棒が装飾品を奪い去る際に乱雑に包帯を剥がした結果だと思われる。マネトーの王年表などから、死亡推定年齢は40歳ほどだと考えられている。
盗掘者に破壊されたラムセス６世の石棺は修復復元され、2004年に公開された。ラムセス６世のミイラの顔はイギリスの大英博物館に所蔵されている。
2020年、エジプト政府観光局はラムセス６世の墳墓の内部の3Dをオンライン公開した。

## 関連書籍
- 『ナイルの遺産』屋形禎亮 監修、山川出版社（1995年）
- 吉村作治監修、ピーター・クレイトン著 『古代エジプト ファラオ歴代誌』 創元社、2006年。ISBN 4422215124。